# حصار ضدخرگوش

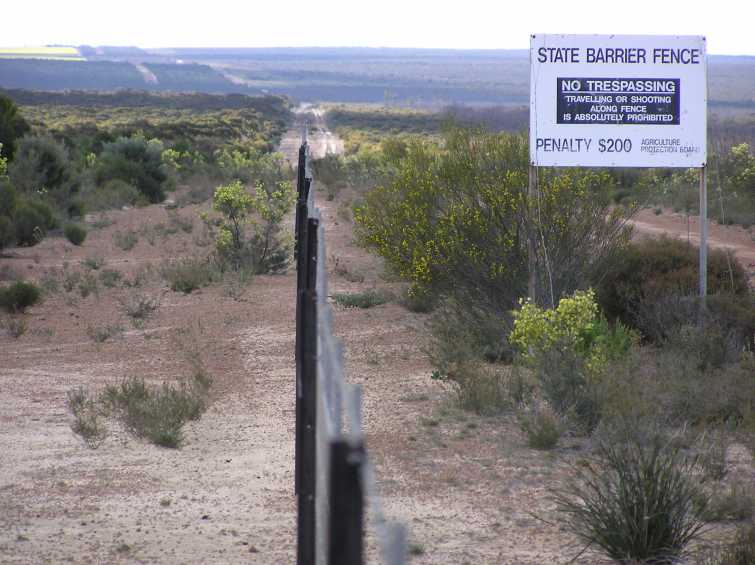
حصار ضد خرگوش در سال ۲۰۰۵

حصار حائل ایالتی استرالیای غربی، که قبلاً با نام‌های حصار ضد خرگوش، حصار حیوانات موذی ایالتی و حصار امو شناخته می‌شد، یک حصار دفع آفت است که بین سال‌های ۱۹۰۱ تا ۱۹۰۷ ساخته شد تا خرگوش‌ها و سایر آفات کشاورزی از شرق را از مناطق دامداری استرالیای غربی دور نگه دارد.
سه حصار در استرالیای غربی وجود دارد: حصار شماره ۱ اصلی از شمال به جنوب ایالت عبور می‌کند، حصار شماره ۲ کوچک‌تر و به سمت غرب است، و حصار شماره ۳ باز هم کوچک‌تر است و از شرق به غرب امتداد دارد. ساخت این نرده‌ها شش سال طول کشید. پس از تکمیل، حصار ضد خرگوش (شامل هر سه حصار) ۳٬۲۵۶ کیلومتر (۲٬۰۲۳ مایل) امتداد یافت. . هزینه ساخت هر کیلومتر حصار در آن زمان حدود ۲۵۰ دلار (۱۶٬۰۳۶ بود).
وقتی در سال ۱۹۰۷ تکمیل شد، این ۱٬۸۳۳-کیلومتر (۱٬۱۳۹-مایل) شماره ۱ طولانی‌ترین حصار یکپارچه در جهان بود.

## تاریخچه
خرگوش‌ها توسط ناوگان اول در سال ۱۷۸۸ به استرالیا معرفی شدند. آنها پس از اکتبر ۱۸۵۹، زمانی که توماس آستین ۲۴ خرگوش وحشی را از انگلستان برای شکار آزاد کرد، به یک مشکل تبدیل شدند، زیرا معتقد بود «معرفی چند خرگوش می‌تواند آسیب کمی داشته باشد و علاوه بر مکانی برای شکار، می‌تواند کمی حس خانه را نیز ایجاد کند.»
از آنجایی که عملاً هیچ شکارچی محلی وجود نداشت، خرگوش‌ها بسیار زیاد شدند و به سرعت در سراسر مناطق جنوبی کشور گسترش یافتند. استرالیا شرایط ایده‌آلی برای انفجار جمعیت خرگوش‌ها داشت که گونه‌ای مهاجم را تشکیل می‌دادند.
تا سال ۱۸۸۷، خسارات کشاورزی ناشی از آسیب خرگوش‌ها، دولت نیو ساوت ولز را مجبور به ارائه پاداش ۲۵۰۰۰ پوندی (۲۵٬۰۰۰ کرد) برای «هر روش موفقیت‌آمیزی که قبلاً در کلونی برای نابودی مؤثر خرگوش‌ها شناخته نشده بود». در سال ۱۹۰۱، کمیسیون سلطنتی برای بررسی اوضاع تشکیل شد. تصمیم گرفت یک حصار دفع آفات بسازد.

## ساخت و ساز

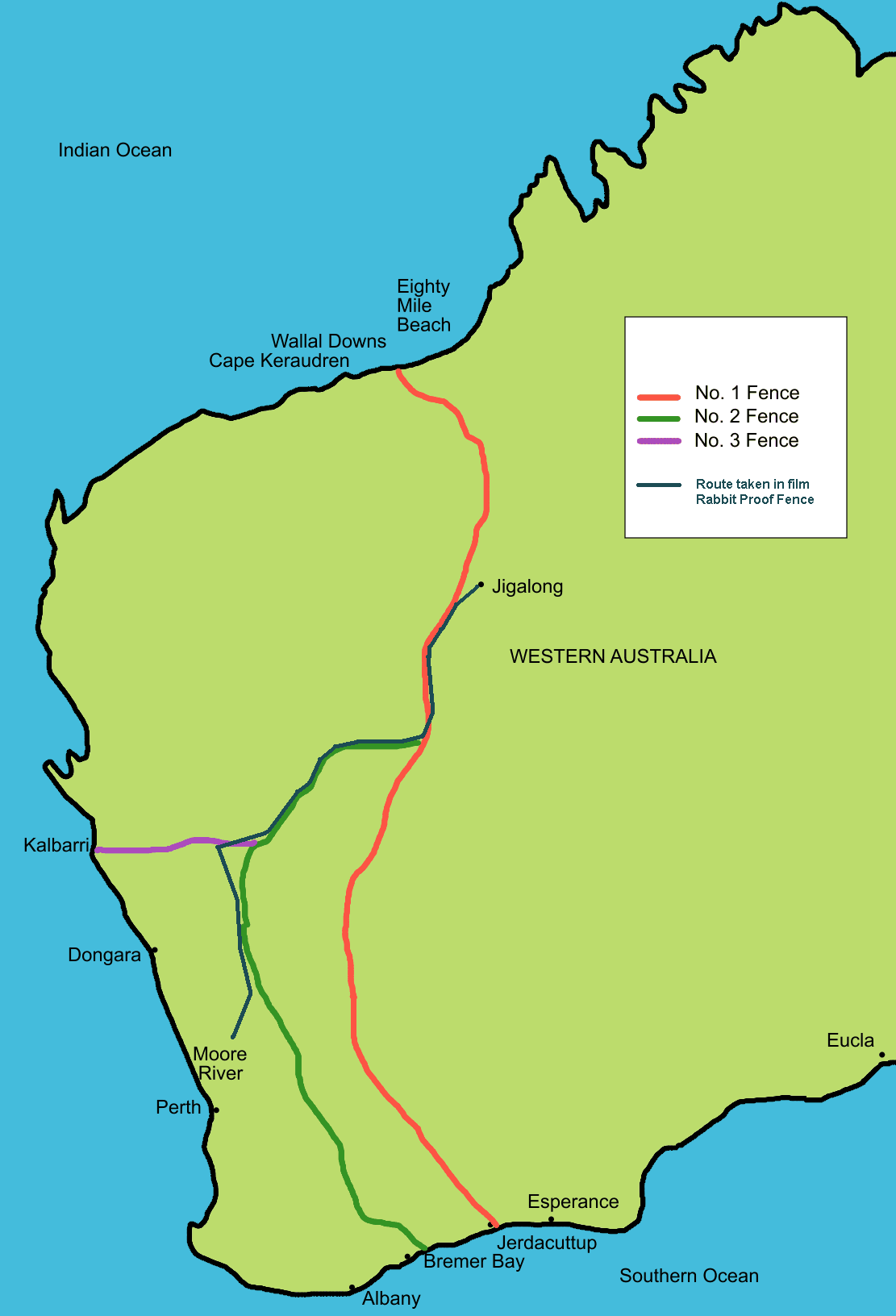
نقشه حصارهای اولیه ضد خرگوش در غرب استرالیا.

میله‌های حصار ۱۲ فوت (۳٫۷ متر) قرار گرفته‌اند از هم فاصله داشته باشند و حداقل قطر آنها ۴ اینچ (۱۰۰ میلیمتر) باشد. در ابتدا سه سیم وجود داشت۱۲۱⁄۲، ۴ اینچ (۱۰۲ میلیمتر) سیمه، ۱ فوت ۸ اینچ (۰٫۵ متر) و ۳ فوت (۰٫۹ متر) بالای زمین، با سیم خاردار که بعداً در ۳ فوت ۴ اینچ (۱٫۰۲ متر) اضافه شد و یک سیم ساده در ۳ فوت ۷ اینچ (۱٫۱ متر)، تا حصار به مانعی در برابر دینگوها و روباه‌ها نیز تبدیل شود. تور سیمی، طول ۶ اینچ (۱۵۰ میلیمتر) زیر زمین، به سیم متصل بود.
این حصار با توجه به آب و هوای محلی و در دسترس بودن چوب، با مصالح متنوعی ساخته شده است. در ابتدا، تیرهای حصار از صمغ ماهی سالمون و جلبک دریایی ساخته می‌شدند، اما موریانه‌ها (که در زبان محلی به عنوان مورچه‌های سفید شناخته می‌شوند) را جذب می‌کردند و باید تعویض می‌شدند. چوب سفید شکافته شده یکی از بهترین انواع چوب مورد استفاده در حصار بود. چوب‌های دیگر مورد استفاده عبارت بودند از: مولگا، وُجیل، کاج بومی و درخت چای، بسته به اینکه چه چیزی در نزدیکی محل ساخت حصار یافت می‌شد. در جاهایی که چوب نبود، از تیرهای آهنی استفاده می‌شد. بیشتر مواد باید صدها کیلومتر از سر راه‌آهن و بنادر توسط گاو، قاطر و شتر حمل می‌شدند.
از سال ۱۹۰۱، این حصار توسط پیمانکاران خصوصی ساخته شد. در سال ۱۹۰۴، این پروژه تحت نظارت ریچارد جان آنکتل، به مسئولیت اداره کارهای عمومی استرالیای غربی درآمد. آنکتل با نیروی کاری متشکل از ۱۲۰ مرد، ۳۵۰ شتر، ۲۱۰ اسب و ۴۱ الاغ، مسئول ساخت بخش عمده‌ای از حصار شماره ۱ و بررسی ۷۰ مایل (۱۱۰ کیلومتر) بود. .

## تعمیر و نگهداری

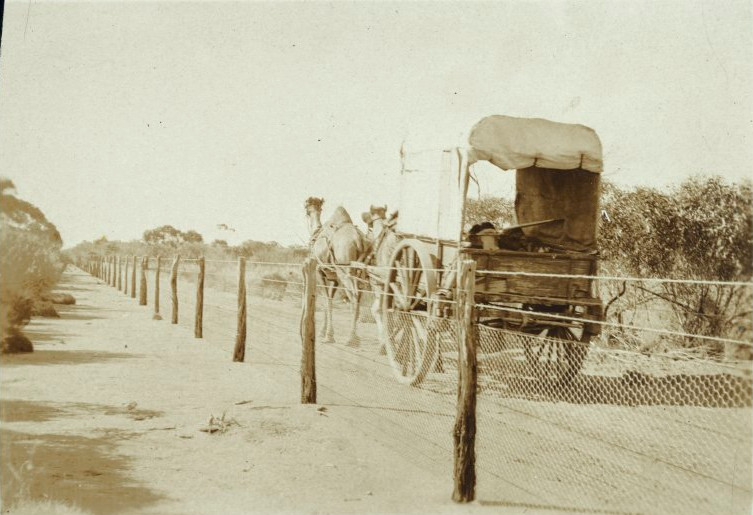
تیم دوچرخه‌سواران مرزی در مسابقه حصار شماره ۱ در استرالیای غربی در سال ۱۹۲۶

الکساندر کرافورد پس از اتمام هر بخش، مسئولیت نگهداری از حصار را از آنکتل به عهده گرفت؛ او تا زمان بازنشستگی‌اش در سال ۱۹۲۲ این مسئولیت را بر عهده داشت. منطقهٔ داخل حصار در غرب به «چمنزار کرافورد» معروف شد. این حصار در ابتدا توسط سوارکاران دوچرخه‌سوار و بعدها توسط سوارکارانی که سوار بر شتر بودند، نگهداری می‌شد. با این حال، بازرسی حصار از بالای سر حیوان قد بلند دشوار بود. در سال ۱۹۱۰، یک ماشین برای بازرسی حصار خریداری شد، اما لاستیک‌های آن پنچر شد. مشخص شد که بهترین راه برای بازرسی حصار، استفاده از کالسکه‌های گاری‌دار است که توسط دو شتر کشیده می‌شوند.
شترها همچنین به عنوان جانوران باربر، به ویژه در شمال، مورد استفاده قرار می‌گرفتند. در شرق، از شترها برای کشیدن گاری‌هایی حاوی آذوقه برای سوارکاران استفاده می‌شد. شترها برای این کار ایده‌آل بودند زیرا می‌توانستند مدت زیادی بدون آب دوام بیاورند. آنها برای ساخت و نگهداری حصار حیاتی تلقی می‌شدند.
کرافورد بر چهار بازرس فرعی نظارت داشت که هر کدام مسئول حدود ۵۰۰ مایل (۸۰۰ کیلومتر) بودند. حصار، و ۲۵ سوارکار مرزی، که مرتباً ۱۰۰-مایل (۱۶۰-کیلومتر) گشت‌زنی می‌کردند بخش‌هایی از حصار. به دلیل خشونت‌های مرزی در شمال ایالت، یک ۳۰۰-مایل (۴۸۰-کیلومتر) بخشی از حصار شماره ۱ توسط سوارانی که به صورت جفت سفر می‌کردند، گشت‌زنی می‌شد.
کرافورد همچنین مسئول از بین بردن خرگوش‌هایی بود که از حصار عبور کرده بودند. در اولین سال پس از تکمیل حصار، کلونی‌های خرگوش در چندین نقطه از داخل حصار پیدا شدند و همه خرگوش‌ها کشته شدند. این شامل مکان‌هایی در نزدیکی کورو، استرالیای غربی، مولوا و نورتهمپون، استرالیای غربی می‌شد.
پس از معرفی میکسوماتوز برای کنترل خرگوش‌ها در دهه ۱۹۵۰، اهمیت حصار ضد خرگوش کاهش یافت.

## اثربخشی
تا سال ۱۹۰۲، خرگوش‌ها در غرب خط حصاری که در ابتدا ساخته شده بود، پیدا شده بودند. حصار ضد خرگوش شماره ۲ در سال ۱۹۰۵ به منظور جلوگیری از پیشروی آنها ساخته شد. این حصار سال‌های زیادی خرگوش‌ها را عقب نگه داشت، تا حدی که طرح دولتی تأمین تور خرگوش، با اعطای وام‌های بلندمدت به کشاورزان، هرگز برای کشاورزان غرب آن حصار اعمال نشد. کشاورزان بین دو حصار، سال‌ها از آسیب‌های خرگوش‌ها رنج می‌بردند، پیش از آنکه خرگوش‌ها به شکل طاعون زاد و ولد کنند و در مناطق کشاورزی غرب حصار شماره ۲ گسترش یابند.
در مجموع، به عنوان یک مانع بلندمدت در برابر خرگوش‌ها، این حصارها شکست خوردند؛ حتی در حالی که ساخت و ساز در حال انجام بود، خرگوش‌ها به مناطقی که حصارها قرار بود از آنها محافظت کنند، می‌پریدند.

## تقاطع با سیستم راه‌آهن
حصار شماره ۱، خطوط راه‌آهن را در محل‌های زیر قطع می‌کرد:
- راه‌آهن شرقی نزدیک بوراکوپین
- وای‌آلکچم، استرالیای غربی: راه‌آهن ساوترن کراس، استرالیای غربی در کمپیون
- راه‌آهن شاخه ماسه سنگ: درست در غرب آنکتل

## در جای دیگر استرالیا

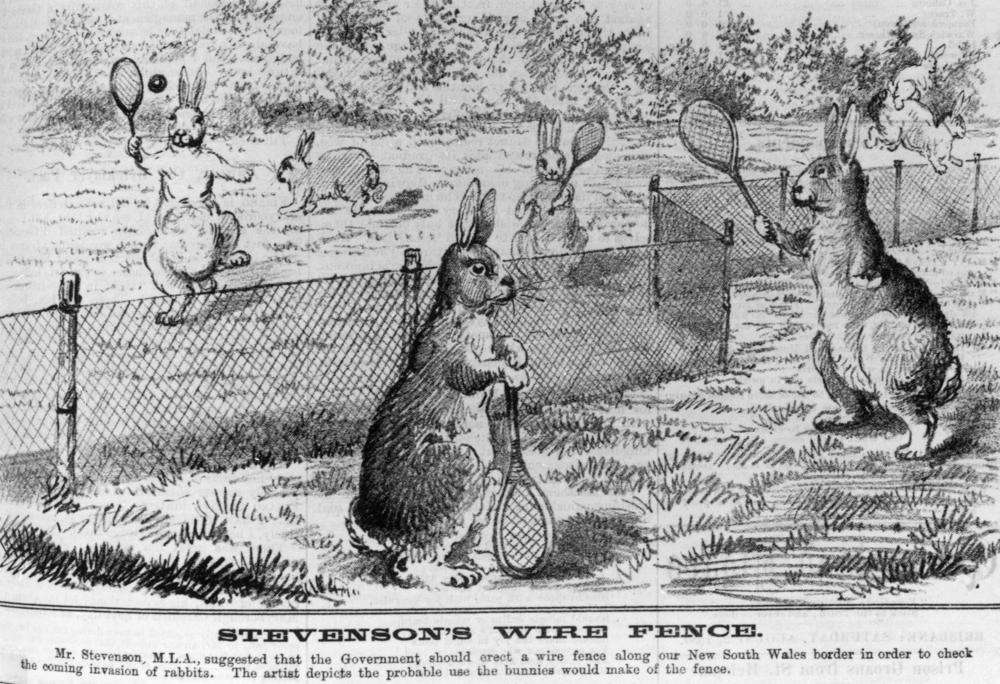
کارتونی مربوط به سال ۱۸۸۴ در پاسخ به پیشنهادی برای ساخت حصار ضد خرگوش بین نیو ساوت ولز و کوئینزلند. عنوان اصلی: «آقای استیونسون، نماینده مجلس قانونگذاری، پیشنهاد داد که دولت باید در امتداد مرز نیو ساوت ولز حصار سیمی احداث کند تا از هجوم قریب‌الوقوع خرگوش‌ها جلوگیری شود. این هنرمند استفاده احتمالی خرگوش‌ها از حصار را به تصویر می‌کشد.»

حصار خرگوشی دارلینگ داونز-مورتون یک حصار خرگوشی است که در امتداد بخشی از مرز کوئینزلند-نیو ساوت ولز امتداد یافته است.